# Ceratomyxa amatea
Ceratomyxa amatea is een microscopische parasiet uit de familie Ceratomyxidae. Ceratomyxa amatea werd in 2001 beschreven door Aseeva. 